# Clare Morrall
Clare Morrall (geboren 1952 in Exeter) ist eine britische Schriftstellerin. 

## Leben
Clare Morrall studierte Musik in Birmingham und arbeitet dort seither als Lehrerin für Klavier und Geige an der Blue Coat School. Im Jahr 2003 veröffentlichte sie ihren ersten Roman Astonishing Splashes of Colour, der für den Man Booker Prize nominiert wurde und die Shortlist des Preises erreichte. In ihrem 2016 erschienenen Roman When the Floods Came wohnt nur noch eine letzte Familie in Moralls Heimatstadt Birmingham.

## Werke
- When the Floods Came. London : Sceptre, 2016
- After the Bombing. London : Sceptre, 2014
- The Roundabout Man. London : Sceptre, 2012
- The Man Who Disappeared. London : Sceptre, 2010
- The Language of Others. London : Sceptre, 2008
- Natural Flights of the Human Mind. London : Sceptre, 2006
  - Der Mann, der aus den Wolken fiel : Roman. Übersetzung Thomas Mohr. München : Goldmann, 2007
- Astonishing Splashes of Colour. London : Sceptre, 2003
  - Porträt einer Unsichtbaren : Roman. Übersetzung Thomas Mohr. München : Goldmann, 2005